# 精子无力症
精子无力症 (asthenozoospermia、asthenospermia、弱精子症)是指精子运动性低下。精子无力症患者精子质量低下、是男性不育以及受精率低下的主要原因之一。在家畜上面用时，指採精時50%以下的精子没有活泼的运动的場合下，即判断为精子无力症。睪丸萎縮，睪丸、副生殖腺或是尿道炎症、尿的混入等等是诱发的原因。治療就是把致病原因除去，但是一般予後不良。相对于精子无力症，採精時精子即处在死亡状态的情况下，叫做精子死亡症。

## 相关用语
- 精子減少症
- 無精子症
- 無精液症